# Ен Редклиф
Ен Редклиф (рођена Ворд; Лондон, 9. јул 1764 — Лондон, 7. фебруар 1823) била је енглеска романописац и пионир готичке фантастике. Њена литерарна техника објашњавања очигледно натприродних елемената у романима је заслужна за стицање поштовање и наклоности јавности и читаоца ка готичкој фикцији 1790-их  Редклиф је била најпопуларнији писац свог времена и скоро сви су јој се дивили; савремени критичари су је називали моћном чаробницом и Шекспиром романтичарских писаца, а њена популарност се наставила током 19. века. Интересовање за њен рад је поново обновљено почетком 21. века, објављивањем три биографије.

## Биографија

### Рани живот
Редклиф је рођена као Ен Ворд у Холборну у Лондону 9. јула 1764. Била је једино дете Вилијама Ворда (1737–1798) и Ен Оутс (1726–1800), а њена мајка је имала 36 година када се породила. Отац јој је радио као галантерија у Лондону пре него што је породицу преселио у Бат 1772. године да би преузео управљање радњом порцелана за своје пословне партнере Томаса Бентлија и Џосају Веџвуда. Обоје родитеља су имали добре везе. Њен отац је имао познатог ујака, Вилијама Чезелдена, који је био хирург краља Џорџа II, а њена мајка је потицала из породице де Вит из Холандије и била је рођака сер Ричарда Џеба, који је био модерни лондонски лекар.
Док је одрастала, Редклиф је често посећивала свог стрица по мајци, Томаса Бентлија, у Челзију, Лондону и касније Турнхам Грину. Бентли је био пословни партнер са колегом Унитаријанцем, Џосајом Веџвудом, произвођачем Wedgwood China. Сукеи, Веџвудова ћерка, такође је остала у Челзију и једина је позната Редклифова пријатељица из детињства. Сукеи се касније удала за др Роберта Дарвина и добила сина, природњака Чарлса Дарвина . Иако се мешао у неким угледним круговима, чини се да је Редклиф оставила мали утисак у овом друштву и Веџвуд ју је описао као „Бентлијеву стидљиву нећаку“.

### Брак
Године 1787, када је Ен имала 23 године, удала се за Вилијама Редклифа (1763–1830), који је био новинар школован на Оксфорду. Вилијам је испрва студирао права, али није завршио студије и уместо тога се преусмерио на књижевност и новинарство. Ен и Вилијам су се венчали у Бату, али су се убрзо након тога преселили у Лондон где је он добио посао у новинама. Вилијам је писао за (и ускоро ће постати уредник) Gazetteer and New Daily Advertiser. Ове новине су „славиле Француску револуцију, слободу штампе и права неистомишљеника”.
Ен и Вилијам никада нису имали деце. По свему судећи, њихов брак је био срећан. Редклиф је супруга назвала најближим рођаком и пријатељем. Према Талфоурдовим мемоарима, Ен је почела да пише док је њен муж углавном остајао на послу касно увече. Свој први роман, ТThe Castles of Athlin and Dunbayne, објавила је 1789, са 25 година, а наставила је да објављује наредна четири романа са кратким временским размацима.. Новац који је зарадила од својих романа касније је омогућио њеном мужу да напусти посао, а њих двоје су путовали заједно, заједно са својим псом Ченсом. Године 1794. отишли су у Холандију и Немачку. Ово јој је било једино путовање у иностранство, а постало је инспирација за путопис који је објавила годину дана касније. На овом путовању, Ен и Вилијам су заправо требали да иду у Швајцарску, али је овај план „фрустријаћу изјаловљен од стране непослушног званичника, који је одбио да верује да су Енглези, и није хтео да прихвати њихове пасоше.“ Године 1795, Вилијам је поново почео да ради као уредник Gazetteer, а годину дана касније, купио је English Chronicle or Universal Evening Post, виговске новине. Ен је објавила Италијан 1797. и то ће бити последњи роман објављен за њеног живота. За књигу је плаћена 800 фунти, што је три пута више од годишњег прихода њеног мужа.

### Каснији живот
У својим последњим годинама, Редклиф се повукла из јавног живота и причало се да је полудјела као резултат њеног писања. Ове гласине су настале зато што је Радклифова наизглед напустила писање након објављивања свог петог романа и нестала из очију јавности. Иако се касније показало да су ове гласине лажне, биле су толико популарне да су Талфоурдови мемоари заправо укључивали изјаву њеног лекара која говори о њеном менталном стању у каснијим годинама. Редклиф је остала повучена 26 година, без правог објашњења доступних њеним бројним обожаватељима. Међутим, ова наводна повученост је у супротности са наводима у часопису The New Monthly Magazine, који наводи да је животни стил госпође Редклиф карактерисао ретко спајање књижевне госпође и активне домаћице. Уместо да буде у заточеништву у Дербиширу, како се тврдило, виђана је сваке недеље у цркви Светог Џејмса; скоро сваког лепог дана у Хајд парку; понекад у позориштима, а врло често у опери.
Редклиф је провела остатак свог одраслог живота путујући и живећи удобним животом са својим мужем и њиховим псом, Ченсом. Путовали су у земљи скоро једном годишње од 1797. до 1811. године, а каснијих година, када су престали да иду на далеке екскурзије, Ен и Вилијам би током летњих месеци унајмили кочију како би могли да путују до места у близини Лондона. Радклиф је наставио да пише. Написала је поезију и још један роман, Gaston de Blondeville, али овај роман је објављен тек после њеног живота. Речено је да је боловала од астме због које се редовно лечила.

### Смрт и постхумна дела
Године 1823. Редклиф је отишла у Рамсгејт, али је овде добила инфекцију грудног коша која је изазвала њену смрт. Умрла је 7. фебруара 1823. у 58. години и сахрањена је у трезору у капели лакоће у Светом Ђорђу, Хановер скверу у Лондону. Иако је патила од астме већ дванаест година раније, њен савремени биограф Риктор Нортон цитира опис који је дао њен лекар, др Скудамор, о томе како је „нова упала захватила мембране мозга“, што је довело до „насилних симптома“ и тврди да они сугеришу „бронхијалну инфекцију, која доводи до упале плућа, високе температуре, делиријума и смрти“.
Убрзо након њене смрти, Хенри Колбурн је објавио Gaston de Blondeville, са Мемоарима за ауторку, првим познатим биографским делом о Радклифу. Такође је садржао неке дела њене поезије и есеј „О натприродном у поезији“, који оцртава њено схватање разлике између терора и ужаса.
Кристина Росети је покушала да напише Редклифову биографију 1883. године, али је одустала од рада због недостатка информација. Током 50 година, биографи су се клонили Редклифове као субјекта, слажући се са Росетијевом проценом. Риктор Нортон, аутор књиге Mistress of Udolpho: The Life of Ann Radcliffe (1999), тврди да је у тих 50 година „доминирала интерпретација, а не стипендија“ где су се информације (посебно о њеном лудилу о којима се причало) понављале, а не трагале до поузданог извора.

## Књижевни живот
еадклиф је током свог живота објавила пет романа које је увек називала „романсама“. Њен први роман, The Castles of Athlin and Dubnayne објављен је анонимно 1789. Рани рецензенти углавном нису били одушевљени делом,. Monthly Review је навео да је роман, иако је похвалан због моралности, привлачан само женама и деци: „Мушкарцима који су прошли, или чак достигли меридијан живота, низ догађаја, који као да немају своје утемељење у природи, увек ће бити безобразни, ако не и одвратни”. Дело је такође било у великој мери критиковано због својих анахронизама и неаутентичних приказа висоравни.
Годину дана касније, Редклиф је објавила свој други роман, Сицилијанска романса, који је такође привукао мало пажње. Године 1791. објавила је свој трећи роман, Романса о шуми. Као и њена прва два романа, ова књига је првобитно објављена анонимно. На оригиналној насловној страни стајало је да је роман „Ауторке Сицилијанске романсе“. Романса о шуми била је популарна међу читаоцима, а у другом издању, Редклифова је почела да додаје своје име на насловну страну.
Године 1794, три године касније, она је објавила The Mysteries of Udolpho. У време када је просечна сума коју је ауторка зарадила за рукопис износила 10 фунти, њени издавачи, Г. Г. и Ј. Робинсон, купили су ауторска права за овај роман за 500 фунти и то је био велики успех. Новац из овог романа омогућио је њој и мужу да путују у Холандију и Немачку, што је описала у свом путопису A Journey Made in the Summer of 1794 (1795). Објавила је Италијан 1797. и то је био последњи роман објављен за њеног живота. Кејдел и Дејвис платили су 800 фунти чиме је Редклиф постао најплаћенији професионални писац 1790-их. Овај роман је написан као одговор на Монах Метјуа Грегорија Луиса јер се Редклифовој није допао правац у коме је кренула готичка књижевност. Један критичар, Ник Грум, пише да, у Италијан, Редклиф „приказује насиље и еротизам који су толико узнемирили читаоце Монаха и подвлачи их испод вела и капуле репресивног католицизма“.
Последњи роман, Gaston de Blondeville, објављен је постхумно 1826. Овај роман је објављен са Талфоурдовим мемоарима и Радклифовим недовршеним есејем „О натприродном у поезији“, који детаљно говори о разлици између осећаја ужаса који су њени радови желели да постигну и ужаса који је Луис желела да изазове. Радклиф је навела да терор има за циљ да стимулише читаоце кроз машту и уочена зла, док их хорор затвара кроз страх и физичке опасности: „Терор и ужас су толико супротни, да некима проширује душу и буди способности за високи степен живота; док се други скупљају, замрзавају и скоро их уништавају."
Редклиф је своје женске ликове приказала као једнаке мушким ликовима, дозвољавајући им да доминирају и престигну типично моћне мушке зликовце и хероје, стварајући нове улоге за жене у књижевности која раније није била доступна. Редклифов рад је такође био познат по томе што је укључивао натприродне елементе, али је на крају давао читаоцима рационално објашњење за натприродно. Она би обично открила логичан изговор за оно што је прво изгледало натприродно пред крај њених романа, што је довело до појачане напетости. Неки критичари/читаоци су ово сматрали разочаравајућим и осећали су се превареним. Валтер Скот је можда најречитију притужбу против овог тропа изнео у својим Животима романописаца (1821–1824). О њеном склоности објашњавању натприродног, он пише: „Прикривени корак иза арраса може, без сумње, у неким ситуацијама, и када су нерви подешени на одређену висину, имати не мали утицај на машту; али ако свесни слушалац открије да је то само бука коју прави мачка, свечаност осећања је нестала, а визионар је одмах љут на свој осећај да је преварен, и на разлог због којег је пристао на превару.“ Неки модерни критичари су били фрустрирани њеним радом, јер не укључује „праве духове”. Ово би могло бити мотивисано идејом да су дела у романтичарском периоду, од касног 18. до средине 19. века, морала да поткопају вредности просветитељства као што су рационализам и реализам.

## Антикатолицизам
Неки научници сматрају да је Редклифовљев рад део шире традиције антикатолицизма унутар готске књижевности; њена дела садрже непријатељске приказе и католицизма и католика. Италијан често представља католицизам, највећу религију у Италији, у негативном светлу. У роману, Редклиф приказује католичке елементе као што је инквизиција у негативном светлу, указујући на њену дискриминаторну праксу према некатолици. Редклиф такође приказује исповедаоницу као „опасну зону” коју контролишу моћ свештеника и цркве. Mysteries of Udolpho су такође садржале негативне приказе католицизма; оба романа смештена су у Италију са католичком већином, а католицизам је представљен као део „старог италијанства“. Италија је, заједно са њеним католичанством, била заступљена у ранијој готској књижевности; У роману Отрантски замак Хораса Волпола се тврди да је „пронађен у библиотеци једне древне католичке породице на северу Енглеске“ и „штампан у Напуљу, црним словом, 1529. године“.
Неки научници сугеришу да је ауторкин антикатолицизам делимично био одговор на римокатолички закон о помоћи из 1791. који је усвојио британски парламент, а који је био главна компонента католичке еманципације у Великој Британији. Други научници су сугерисали да је Редклиф на крају дана била амбивалентна према католичанству, тврдећи да је била умерена англиканка.

## Готички пејзажи
Редклиф је користила оквирни наратив персонификације природе у многим својим романима. На пример, веровала је да је узвишено мотивисало главног јунака да створи слику која је више идеална у оквиру радње. На њене разрађене описе пејзажа утицали су сликари Клод Лорен, Никола Пусен и Салватор Роза. Често је писала о местима која никада није посетила. Лоренов утицај се може видети кроз Радклифове сликовите, романтичне описе, на пример у првом тому The Mysteries of Udolpho..Розин утицај се може видети кроз мрачне пејзаже и елементе готике.

## Утицај на касније писце
Редклиф је утицала на многе касније ауторе, како инспиришући готичку фикцију тако и инспиришући пародије. У осамнаестом веку инспирисала је писце као што су Метју Луис (1775 – 1818) и маркиз де Сада (1740–1814), који су хвалили њен рад, али су стварали интензивнију насилничку прозу. Редклиф је позната по томе што је изнедрила велики број мањих имитатора „Редклифове школе“, као што су Харијет Ли и Кетрин Катбертсон. Џејн Остин (1775 – 1817) пародирала је The Mysteries of Udolpho у Northanger Abbey (1817) и дефинисала је своју фикцију као контраст делу Редклифове и сличним писцима. Научници су такође уочили друге очигледне алузије на романе Редклифове и живот у Остинином делу.
Почетком деветнаестог века, Редклиф је утицала на Едгара Алана Поа (1809–1849) и сер Волтера Скота (1771–1832). На пример, Скот је свој рад укључивао песме на сличан начин као Редклиф, а једна њена оцена гласи: „Сам Скот је рекао да је њена проза поезија и да је њена поезија била проза. Она је, заиста, била песник у прози, у најбољем и најгорем смислу те фразе. Романтични пејзаж, позадина, најбоља је ствар у свим њеним књигама; ликови су дводимензионални, радње су натегнуте и невероватне, са 'разрадом средстава и узалудношћу резултата." Касније у деветнаестом веку, Шарлот и Емили Бронте наставили су Редклифову готичку традицију својим романима Џејн Ејр, Вилет и Оркански висови.
Радклифу су се дивили и француски аутори попут Онореа де Балзака (1799 – 1850), Виктора Игоа (1802 – 1885), Александра Дима (1802 – 1870) и Шарла Бодлера (1821 – 1867). Роман Онореа де Балзака о натприродном L'Héritière de Birague (1822) прати традицију Редклифовог стила и пародира га.
Као дете, млади Фјодор Достојевски је био дубоко импресиониран њеним књижевим радом. У Зимским белешкама о летњим утисцима (1863) он пише: „Проводио сам дуге зимске сате пре спавања слушајући (јер још нисам знао да читам), агапе од заноса и ужаса, док су ми родитељи читали наглас из романа Ен Радклиф." Један део научника је приметио елементе готичке књижевности у романима Достојевског, а неки су покушали да покажу директан утицај Редклифовог дела.
Године 1875. Пол Февал је написао причу у којој је Редклифова лик који је ловац на вампире, под називом La Ville Vampire: Adventure Incroyable de Madame Anne Radcliffe (City of Vampires: The Incredible Adventure of Mrs. Anne Radcliffe), прича спаја фикцију и историју. У последњем тренутку мистериозни човек на белом коњу спасава ситуацију, а тај лик је нико други до лорд Велингтон тек дошао са Ватерлоa.

## Филмска референца
Хелен Макрори игра Ен Редклиф у филму Becoming Jane из 2007. Филм приказује Редклиф како упознаје младу Џејн Остин и охрабрује је да настави књижевну каријеру. Не постоје докази да је до таквог сусрета икада дошло.

## Дела
- The Castles of Athlin and Dunbayne (1 vol.) 1789
- A Sicilian Romance (2 vols) 1790
- The Romance of the Forest (3 vols) 1791
- The Mysteries of Udolpho (4 vols) 1794
- A Journey Made in the Summer of 1794 (1 vol.) 1795[35]
- The Italian (3 vols) 1797
- Gaston de Blondeville (4 vols) 1826